# Lech Konopka (lekarz)
Lech Jerzy Konopka (ur. 3 lutego 1938 w Wilnie, zm. 13 marca 2017) – polski lekarz hematolog, profesor nauk medycznych.

## Życiorys
Był absolwentem IV Liceum Ogólnokształcącego im. Henryka Sienkiewicza w Częstochowie (1955). W 1963 ukończył studia w Akademii Medycznej w Warszawie. Następnie rozpoczął pracę w Instytucie Hematologii i Transfuzjologii, w 1968 obronił pracę doktorską, habilitował się w 1975, 1987 otrzymał tytuł profesora nauk medycznych, w latach 1997–2002 był dyrektorem Instytutu. Był autorem wielu publikacji poświęconych metodom diagnostycznym i leczniczym białaczek i chłoniaków złośliwych. W latach 1987–1995 pełnił funkcję sekretarza generalnego Polskiego Związku Hematologów i Transfuzjologów,
Działał w Krajowej Partii Emerytów i Rencistów. W 2005 został przewodniczącym komitetu wyborczego Andrzeja Leppera jako kandydata w wyborach prezydenckich. Zrezygnował z tej funkcji w trakcie kampanii w związku z zerwaniem współpracy wyborczej pomiędzy KPEiR a Samoobroną RP.